# HD 4113 b
HD 4113 b是玉夫座中一颗距离我们大约144光年的类木行星，围绕恒星HD 4113公转。此行星的轨道离心率非常高，公转周期527天，轨道距离恒星平均约1.28天文单位。近星点时距离0.124天文单位而远星点时可达2.44天文单位。